# HD 81613
HD 81613 è una stella gigante arancione di magnitudine 6 situata nella costellazione della Carena. Dista 337 anni luce dal sistema solare.

## Osservazione
Si tratta di una stella situata nell'emisfero celeste australe. La sua posizione è fortemente australe e ciò comporta che la stella sia osservabile prevalentemente dall'emisfero sud, dove si presenta circumpolare anche da gran parte delle regioni temperate; dall'emisfero nord la sua visibilità è invece limitata alle regioni temperate inferiori e alla fascia tropicale. La sua magnitudine pari a 6 la pone al limite della visibilità ad occhio nudo, pertanto per essere osservata senza l'ausilio di strumenti occorre un cielo limpido e possibilmente senza Luna.
Il periodo migliore per la sua osservazione nel cielo serale ricade nei mesi compresi fra febbraio e giugno; nell'emisfero sud è visibile anche per buona parte dell'inverno, grazie alla declinazione australe della stella, mentre nell'emisfero nord può essere osservata limitatamente durante i mesi primaverili boreali.